# Армфилд, Максвелл
Максвелл Армфилд (англ. Maxwell Armfield, 1881—1972) — британский художник, иллюстратор и писатель.
Он родился в квакерской семье в Рингвуде, учился в школе Сидкот и Лейхтон парк. Далее он учился в Художественной школе Бирмингема, у Генри Пейна, Артура Гаскина. В 1902 году он переехал в Париж, где учился в Академии Гранд Шомьер. В 1904 году он выставлялся в Парижском салоне, где была куплена (и пожертвована в Музей Люксембурга) его картина Faustine.
В 1909 году он женился на Констанс Смидли (Constance Smedley) и, как и многие из его художественного направления, поселился в Котсуолдсе. Его жена повлияла на то, чтобы он стал пацифистом и христианским учёным.
С 1915 года он провёл около 7 лет в США.
Фрагмент автопортрета Армфилда 1901 года был использован в 2006 году в обложке к классическому оксфордскому изданию «Портрета Дориана Грея».
Картины Армфилда хранятся в ряде британских учреждений, включая Музей и художественную галерею Дерби.